# Berveni
Berveni là một xã thuộc hạt Satu Mare, România. Dân số thời điểm năm 2002 là 3624 người.